# Break Me, Shake Me
"Break Me Skake Me" foi o quarto single extraído do álbum de estreia da banda australiana Savage Garden.

## Lançamento
O single foi lançado em Junho de 1997 na Austrália, como sucessor da romântica "Truly Madly Deeply" e chegou ao Top 10 do ARIA Singles Chart.
A faixa mostra um lado mais rock da banda, com uma introdução de baixo e um solo de guitarra na metade da música. O refrão, levado pelas batidas fortes da bateria, repete de modo imperativo os gritos "Break me, shake me, hate me, take me over", com uma letra amarga e raivosa, composta por Darren Hayes.

## Videoclipe
A música possui dois videoclipes diferentes. O primeiro foi lançado na Austrália em 1997. O clipe lançado internacionalmente foi gravado em 1998 e dirigido por Adolf Doring. Nele, a dupla aparece no interior de um carro preto, saindo deste e indo tocar no meio do deserto. O video mescla à performance da banda, imagens de mulheres sozinhas, ouvindo a música, e cenas da turnê The Future of Earthly Delites da banda.

## CD single
Versão australiana
1. "Break Me, Shake Me"
2. "I'll Bet He Was Cool"
3. "Break Me, Shake Me" [acoustic version]

Versão japonesa
1. "Break Me Shake Me"
2. "Tears of Pearls" [Tears on the Dancefloor Mix]
3. "Carry on Dancing" [Ultra Violet Mix]
4. "To the Moon and Back" (Acoustic)
5. "Break Me Shake Me" [Broken Mix]

## Paradas
| Chart                   | Posição |
| ----------------------- | ------- |
| Australia Singles Chart | 7       |
| Nova Zelândia           | 8       |
| Suécia Singles Chart    | 39      |

## Ligações Externas
- Break Me Shake Me na rádio UOL